# Aconitum bhutanobulbilliferum
Aconitum bhutanobulbilliferum är en ranunkelväxtart som beskrevs av Yuichi Kadota. Aconitum bhutanobulbilliferum ingår i släktet stormhattar, och familjen ranunkelväxter. Inga underarter finns listade i Catalogue of Life.